# Continentalitat

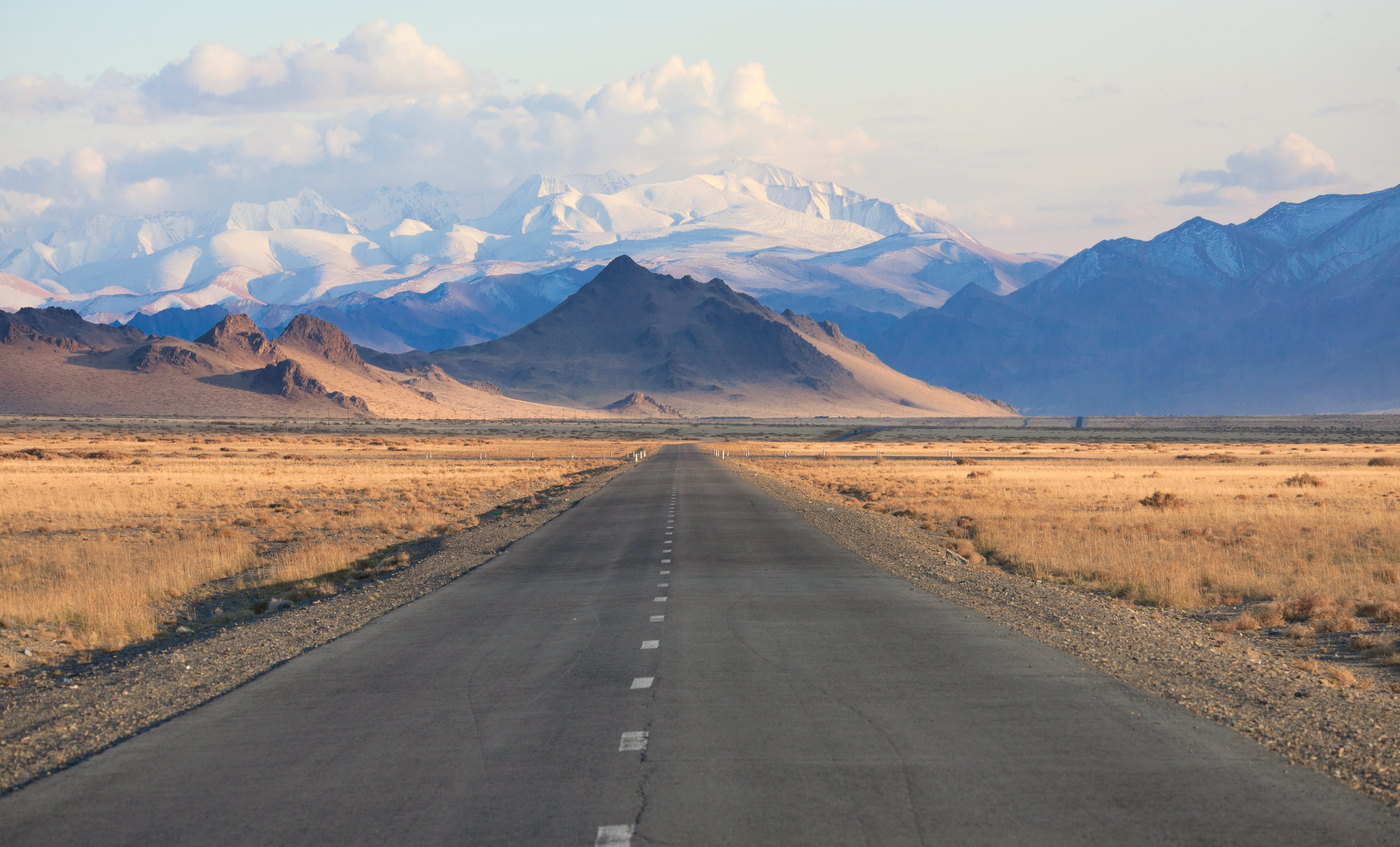
Paisatge a Bayan Ulgiy, nord-oest de Mongòlia a prop de la frontera amb Rússia. Una àrea geogràfica de la Terra amb un clima d'extrema continentalitat

La continentalitat (f Meteorologia, Geografia) és un factor climàtic caracteritzat per una gran oscil·lació tèrmica diürna i anual i per una gran sequedat, característica de l'interior dels continents, pel fet que no hi arriben les influències de les masses d'aire oceàniques. La continentalitat és alta i observable en indrets de l'hemisferi nord, on els continents tenen una gran extensió, i especialment a altes latituds.
La continentalitat es caracteritza bàsicament en una gran diferència entre les temperatures d'hivern i les de l'estiu, sovint manifestament observables en àrees de l'interior dels continents o en regions aïllades per serralades o muntanyes que impedeixen la influència marítima. Es considera que un contrast de 20 °C o més entre la temperatura mitjana del mes més fred i la temperatura mitjana del mes més càlid (amplitud tèrmica) indica un clima continental, però també es pot observar continentalitat en zones d'altres climes, com per exemple al mediterrani.
La continentalitat es afectada per una sèrie de variables climàtiques, com la latitud, la distància al mar i la circulació atmosfèrica. En la majoria dels casos, els càlculs de l'índex de continentalitat es basen en la diferència anual de la temperatura de l'aire i la latitud. Una elevada diferència de la temperatura anual, s'associa amb majors contrastos tèrmics i una major continentalitat.
A la Terra, la màxima continentalitat s'observa a l'interior d'Àsia, concretament a Mongòlia i Sibèria, on les diferències entre l'hivern i l'estiu superen els 40 °C ó 50 °C. També al Canadà i als Estats Units, fins i tot en la costa oriental on la continentalitat és molt acusada.

## Índex de continentalitat
Permet mesurar el grau de continentalitat d'un indret o àrea geogràfica de la Terra. S'han proposat diverses fórmules per al càlcul d'un índex o indicador de la continentalitat. La diferència de la temperatura de l'aire (amplitud tèrmica) i la latitud, es van incloure en les fórmules de l'índex de continentalitat desenvolupades per Gorczynski i Conrad, i altres, com Raunio, Marsz i Rakusa-Suszczewskis, cercant una millor aproximació a la diversitat climàtica.
Una àmplia gamma anual de temperatures de l'aire, aporta valors d'índex més grans i, per tant, indica un clima més continental. Les diferències més petites corresponen a condicions climàtiques més oceàniques. Els indrets i territoris on els valors dels índexs oscil·len entre -20 i 20 es poden descriure com a hiperoceànics, de 20 a 50 com a oceànics, de 50 a 60 com a subcontinentals, de 60 a 80 com a continentals i de 80 a 120 com a hipercontinentals.

### Índex de continentalitat de Gorezynski
(Continentality Index, Gorezynski, 1920)
{\displaystyle CI=1.7(Mi-mi)\div sin(lat)-20.4} on Mi = mes més càlid de les temperatures mitjanes (°C); mi = mes més fred de las Temperatures mitjanes (°C); lat = latitud en graus.

### Índex de continentalidad de Conrad
(Conrad Continentality Index, 1946)
Conrad va universalitzar l'índex de Gorezynski ajustant a una escala decimal el valor zero que sesultava extremadament oceànic per a les Illes Feroe i el valor 100 extremadament continental per a Verchojansk, al nord-est de Sibèria.
{\displaystyle CCI=1.7(Mi-mi)\div sin(lat+10)-14} on Mi = mes més càlid de les temperatures mitjanes (°C); mi = mes més fred de las temperatures mitjanes (°C); lat = latitud en graus.

## Continentalitat al clima mediterrani
En climes mediterranis, els 18 °C ó 19 °C de diferència entre estiu i hivern també es considera que són de tendència continental. Per exemple Lleida, Manresa i Vic (Vegeu: Clima de Catalunya) tenen un clima mediterrani continentalitzat ("clima mediterrani d'interior").